# Îlot du Lion
L'îlot du Lion (Chinois traditionnel: 獅嶼; pinyin: Shī Yǔ; Pe̍h-ōe-jī: sai-sū; également nommé Shi Yu, Shih Yü, Shiyu) est une île située dans le canton de Kinmen, à Taïwan. L’île, située à environ 1 kilomètre au nord-ouest de l’île Lieyu, a une superficie de 0,007 km² seulement. Elle se trouve également au large de la province du Fujian, en Chine.
Elle était à l'origine nommée l'îlot du Rat mais le gouvernement taïwanais changea son nom en 1960. Cependant, la république populaire de Chine ne reconnaît pas le changement de nom effectué par la république de Chine et l'appelle toujours îlot du Rat sur ses cartes. 

## Histoire du nom
Au cours de la deuxième crise du détroit de Taïwan et des dernières années de la bataille, Chiang Ching-kuo (chef du département de la politique générale au ministère de la Défense nationale, secrétaire général adjoint de la conférence sur la défense nationale et ministre de la Défense nationale) se rendit à plusieurs reprises dans les bases des îles frontalières autour de Kinmen et approuva leur changement de nom actuel en 1960 (l'îlot Fuding devint l'îlot Fuhsing ; l'îlot Huzi, Menghu et l'îlot du Rat, îlot du Lion), afin de stimuler le moral des troupes.